# Ndumeti
Ndumeti è una circoscrizione rurale (rural ward) della Tanzania situata nel distretto di Siha, regione del Kilimangiaro. Conta una popolazione di 11 344 abitanti (censimento 2012).